# Naceesay Salla-Wadda
Naceesay Salla-Wadda (häufig fälschlich Sallah; auch Na Ceesay oder Naa Ceesay, geb. am 27. Oktober 1971 in Bathurst (heute Banjul)) ist eine gambische Juristin.

## Leben

### Familie
Salla-Wadda kam als Kind von Muhammadou Demba Salla (M. D. Salla, 1913–2015) und dessen Frau Amie Gaye Salla (gest. 2014) zur Welt, die 1943 heirateten. Ihr Vater war in den 1950er Jahren Lehrer und Schulleiter der Armitage High School in Georgetown (heute Janjanbureh).
Salla-Wadda war das jüngste der dreizehn Kinder der Familie und hatte sechs ältere Schwestern und sechs ältere Brüder. Zu ihren Geschwistern zählen Haddy A. Salla, ehemalige Managerin bei der Zentralbank von Gambia;  Sheikh Tijan M. D. Salla, ehemaliger Lehrer sowie Ndey Yassin Jagne (gest. 2004).

### Ausbildung und Karriere
Sie besuchte die Gambia High School (heute Gambia Senior Secondary School), die sie 1992 abschloss. Ab Dezember 1994 war sie im öffentlichen Dienst als Legal Clerk angestellt. Von September 1994 bis Juni 1997 studierte sie an der Anglia Polytechnic University Jura und erhielt einen Bachelor of Laws. Anschließend war sie bis September 1998 Public Prosecutor. 1998/1999 bildete sie sich an der Sierra Leone Law School weiter. 1999 erhielt sie ihre Zulassung als Anwältin in Gambia.
Von Dezember 1999 bis Ende 2001 war sie zunächst State Counsel, ab 2002 Senior State Counsel und ab 2004 Principal State Counsel. Von April 2005 bis Dezember 2005 war sie Deputy Director of Public Prosecutions, im Anschluss bis September 2006 Acting Solicitor General and Legal Secretary.
Zwischen September 2006 und September 2007 erwarb sie im Rahmen eines Chevening Scholarships einen Master of Laws (LL.M) an der London Metropolitan University.
Ab Oktober 2007 war sie Richterin am gambischen High Court. Eine Entlassung aus dem Richteramt im September 2008 wurde wenige Wochen später wieder rückgängig gemacht. Ein Zusammenhang mit einem Urteil, das auf Unzufriedenheit von Präsident Yahya Jammeh stieß, wurde vermutet.
2010 wurde sie von Präsident Yahya Jammeh mit dem Order of the Republic of The Gambia in der Stufe Member ausgezeichnet.
Ab Januar 2011 war sie bis zum August 2016 am Court of Appeal, als sie erneut entlassen wurde. Nach der Regierungsübernahme von Adama Barrow wurde sie Mai 2017 wieder in ihr Amt eingesetzt. Die Truth, Reconciliation and Reparations Commission bestätigte 2022, dass die Entlassung illegal war. Im Juni 2022 wurde sie zur Präsidentin des Court of Appeal ernannt.
2013 wurde sie vom Exekutivrat der Afrikanischen Union (AU) als Kommissarin in die African Union Commission on International Law (AUCIL) gewählt.
Seit Oktober 2017 leitet sie als Nachfolgerin von Janet Ramatoulie Sallah-Njie die Menschenrechtsorganisation Institute for Human Rights and Development in Africa (IHRDA).